# 霍格巴克山
77°29′S 163°37′E / 77.483°S 163.617°E
霍格巴克山（英語：Hogback Hill），是南極洲的冰原島峰，位於維多利亞地的斯科特海岸，海拔高度735米，處於伯納基角以西7公里，由英國探險隊命名和繪入地圖，現時由南極條約體系管理。